# Yungipicus ramsayi
Yungipicus ramsayi (лат.) — вид птиц из семейства дятловых. Эндемик архипелага Сулу (Филиппины).
Обитает в лесах и в кустарниках около мангровых зарослей, а также во вторичных лесах после вырубок.
МСОП присвоил таксону охранный статус «Уязвимые виды» (VU). Угрозой для существования вида считают сокращение ареала из-за лесозаготовок.

## Таксономия
Считается, что Yungipicus ramsayi формирует комплекс видов с Yungipicus temminckii и Yungipicus maculatus.
Синонимы
В синонимику вида входят следующие биномены:
- Dendrocopos ramsayi (Hargitt, 1881)
- Picoides ramsayi (Hargitt, 1881)